# Палиска, Клод
Клод Пали́ска (Claude Palisca; 24 ноября 1921, Фьюме, ныне Риека — 11 января 2001, Нью-Хейвен) — американский музыковед хорватского происхождения.

## Очерк жизни и творчества
В 1930 году семья эмигрировала в США. В 1948 году Палиска окончил Гарвардский университет, где изучал историю музыки у О. Кинкелди, композицию у У. Пистона и др. В 1954 году там же защитил докторскую диссертацию «Начало барочной музыки: её корни в теории и полемике XVI века». В 1953—1959 годах преподавал в университете штата Иллинойс, в 1959—1992 годах в Йельском университете (с 1964 года профессор, в 1969—1975 годах декан музыковедческого факультета). В 1971—1972 годах Палиска занимал должность президента Американского музыковедческого общества (AMS), в 1972—1977 годах директор американского отделения Международного музыковедческого общества (IMS).
Основная область научных интересов — музыка и музыкальная теория западноевропейского Возрождения и барокко, преимущественно в Италии. Монографии Палиски «Гуманизм в музыкальном мышлении итальянского Ренессанса» (англ. Humanism in Italian Renaissance musical thought) и «Музыка барокко» (англ. Baroque music) — классические образцы воплощения исторического метода (историзма) в англоязычном музыкознании XX века.
Перевёл (совместно с Г. Марко) на английский язык третью книгу трактата Дж. Царлино «Основы гармоники», (полностью) «Диалог о старинной и современной музыке» В. Галилея, важнейшие документы по истории Флорентийской камераты.
Палиска — основатель и редактор непериодического издания (серии) «Музыкальная теория в переводах» («Music Theory Translation Series»), «Нортоновской антологии западной музыки» (популярная во всём мире нотная хрестоматия), многих статей, в том числе в авторитетных музыкальных энциклопедиях «Die Musik in Geschichte und Gegenwart» и «New Grove Dictionary of Music and Musicians», а также в престижном «Словаре музыкальных терминов».

## Сочинения (выборка)
- Girolamo Mei: Letters on ancient and modern music to Vincenzo Galilei and Giovanni Bardi, ed. by C. Palisca // Musicological Studies and Documents, vol.3. s.l. [Rome], 1960; 2nd revised ed., 1977.
- Baroque music. Englewood Cliffs (NJ), 1968.
- Humanism in Italian Renaissance musical thought. New Haven, 1985.
- The Florentine Camerata: documentary studies. New Haven, 1989.
- Studies in the history of Italian music and music theory. Oxford, 1994 (сборник статей разных лет).
- Music and ideas in the sixteenth and seventeenth centuries, ed. by  by Thomas J. Mathiesen. Urbana (Illinois), 2006. 312 p. (сборник статей разных лет)[4].
- Aria Types in the Earliest Operas Архивная копия от 22 марта 2014 на Wayback Machine // Journal of Seventeenth-Century Music 9 (2003; последняя статья Палиски, посмертная электронная публикация).